# Quem matou Anabela?
Quem matou Anabela? es una película brasileña de intriga estrenada en 1956, dirigida por Dezső Ákos Hamza y protagonizada en los papeles principales por Ana Esmeralda, Procópio Ferreira y Jaime Costa.

## Sinopsis
Anabela, una bella y talentosa bailarina, aparece muerta flotando en un lago. La policía rápidamente asume el caso como un asesinato, pero cuando los residentes de la pensión donde también vivía Anabela comienzan a ser entrevistados, la policía se da cuenta de que todos tenían al menos una razón para matar a la chica, lo que complica la investigación del caso.

## Reparto
| - Ana Esmeralda - Procópio Ferreira - Jaime Costa - Carlos Cotrim - Ruth de Souza - Olga Navarro - Nydia Lícia - Aurélio Teixeira - Carlos Zara | - Carlos Araújo - Estela Gomes - Francisco Camargo - Ary Fernandes - João Franco - Lourdes Freire - Jorge Pisani - Marina Prata - Américo Taricano |